# Бішо
Бішо — адміністративний центр Східної Капської провінції в ПАР. Тут розташовано багато штаб-квартир різних державних установ провінції.

## Географія
Бішо знаходиться на півночі від колишньої столиці провінції Кінг-Вільямс-Таун.

### Клімат
Місто знаходиться у зоні, котра характеризується морським кліматом. Найтепліший місяць — лютий із середньою температурою 22.1 °C (71.8 °F). Найхолодніший місяць — липень, із середньою температурою 14.1 °С (57.4 °F).
| Клімат Бішо             | Клімат Бішо | Клімат Бішо | Клімат Бішо | Клімат Бішо | Клімат Бішо | Клімат Бішо | Клімат Бішо | Клімат Бішо | Клімат Бішо | Клімат Бішо | Клімат Бішо | Клімат Бішо | Клімат Бішо |
| Показник                | Січ.        | Лют.        | Бер.        | Квіт.       | Трав.       | Черв.       | Лип.        | Серп.       | Вер.        | Жовт.       | Лист.       | Груд.       | Рік         |
| Середня температура, °C | 21,8        | 22,1        | 20,9        | 18,7        | 16,3        | 14,2        | 14,1        | 14,7        | 16          | 17,4        | 18,7        | 20,6        | 18          |
| Норма опадів, мм        | 62.1        | 77.9        | 72.9        | 44.3        | 28.4        | 22.7        | 25.6        | 47.7        | 48          | 73.4        | 84.4        | 67.8        | 655.2       |
| Днів з опадами          | 12,2        | 11,8        | 11,3        | 8           | 6,4         | 5,1         | 4,5         | 6,5         | 8,8         | 11,1        | 12          | 11,5        | 109,2       |
| Вологість повітря, %    | 75          | 76.1        | 75.7        | 71.1        | 64.6        | 59.9        | 57.8        | 60.7        | 67.8        | 71.3        | 74.2        | 74.3        | 69          |
| ----------------------- | ----------- | ----------- | ----------- | ----------- | ----------- | ----------- | ----------- | ----------- | ----------- | ----------- | ----------- | ----------- | ----------- |
| Джерело: Weatherbase    |             |             |             |             |             |             |             |             |             |             |             |             |             |

## Назва
Словом «бішо» у народі коса називають буйвола, яке є також назвою річки, що протікає через місто.